# Comuna Nova Ukraiinka
Nova Ukraiinka (în ucraineană Нова Українка) este o comună în raionul Rivne, regiunea Rivne, Ucraina, formată din satele Kozlîn, Nova Ukraiinka (reședința), Radîslavka și Remel.

## Demografie
Componența lingvistică a comunei Nova Ukraiinka
     Ucraineană (99,44%)
     Alte limbi (0,51%)
Conform recensământului din 2001, majoritatea populației comunei Nova Ukraiinka era vorbitoare de ucraineană (99,44%), existând în minoritate și vorbitori de alte limbi.